# Ђурђевак
Ђурђевак (лат. Convallaria majalis, такође познат и као ђурђица, шмарница или ђурђевац), има звонасте беле мирисне цветове, висеће и распоређене у гроздовима. Сваки цвет састоји се из шест листова перијанта. Цвета у мају. Тамнозелени копљасти листови, обично по два-три, обавијају цветну дршку целе сезоне, све до јесени. Ова биљка је изузетно добар покривач тла и може се користити за садњу на сеновитим местима и на умерено плодним земљиштима. Погодна је за ивичњаке, камењаре. Ђурђевак се брзо шири и покрива тло захваљујући ризому, којим се размножава. Convallaria majalis вар. montana, такође позната као амерички ђурђевак, пореклом је из Северне Америке.
Ђурђевак има дебео ризом, чланковит, беличаст и хоризонталан. Из њега се развија 1-3, а најчешће 2 листа, који су на дугој петељци, и цветна стабљика која је краћа од листова. Сви делови ђурђевка су љутог и горког укуса. Због концентрације срчаних гликозида (карденолида), веома је отрован ако га конзумирају људи или друге животиње. Плод је црвена бобица око 8 mm у промеру, садржи 2-6 семена. Расте у сеновитим белогоричним шумама, посебно у храстовим, у шикарама, брдским ливадама, а узгаја се и око куће.
Ђурђевак је вероватно једина врста из рода Convallaria (у зависности од тога да ли се C. keiskei и C. transcaucasica сматрају засебним врстама). У  систему, овај род је смештен у фамилију Asparagaceae, потфамилију Nolinoideae (бившу фамилију ).
Друга имена су мајска звона, Госпине сузе и Маријине сузе. Његово француско име, muguet, понекад се појављује у називима парфема који имитирају мирис овог цвета. У премодерној Енглеској, биљка је била позната као glovewort (пошто је то било биље које се користило за прављење мелема за болне руке) или Apollinaris (према легенди да га је открио Аполон).

## Дистрибуција
је пореклом из Европе, где углавном избегава Медитеранске и Атлантске маргине. Источна сорта, C. majalis var. keiskei се јавља у Јапану и деловима источне Азије. Ограничена домаћа популација C. majalis var. montana (синоним C. majuscula) се јавља у источним Сједињеним Државама. Међутим, постоји одређена расправа о природном статусу америчке сорте.
Као и многе вишегодишње цветне биљке, C. majalis испољава двоструке репродуктивне режиме тако што производи потомство асексуално вегетативним средствима и семеном, произведеним фузијом гамета.

## Taxonomy
У систему АПГ III, род је смештен у породицу Asparagaceae, потпородицу Nolinoideae (раније породица Ruscaceae). Раније је био смештен у сопствену породицу Convallariaceae, а, као и многе лилиоидне монокоте, пре тога у породицу љиљана Liliaceae.
Постоје три варијанте које су неки ботаничари понекад издвајали као посебне врсте или подврсте.
- Convallaria majalis var. keiskei — из Кине и Јапана, са црвеним воћем и цветовима у облику здела (сада се широко цитира као Convallaria keiskei)[20][21]
- C. majalis var. majalis — из Евроазије, са белим срединама на цветовима
- C. majalis var. montana — из Сједињених Држава, са зеленим нијансама на цвећу.[22]

Convallaria transcaucasica је препозната као посебна врста од стране неких власти, док је врста која се раније звала Convallaria japonica сада класификована као Ophiopogon japonicus.

## Екологија
Convallaria majalis је биљка полусенке и мезофилног типа која преферира топла лета. Њој погодују земљишта која су муљевита или песковита и кисела до умерено алкална, са обилном количином хумуса. Краљевско хортикултурно друштво наводи да су благо алкална земљишта најпожељнија. То је евроазијска и субокеанска врста која живи у планинама до 1.500 m (4.900 ft) надморске висине.
Convallaria majalis се користи као биљка за исхрану од стране ларви неких врста мољаца и лептира (Lepidoptera), укључујући сиви чи. Одрасле јединке и ларве листара Lilioceris merdigera такође могу да подносе карденолиде и тако се хране лишћем.

## Употреба
Користи се у службеној медицини за лечење срчаних болести, регулише рад срца, јача га, ублажава грчеве и делује повољно на крвне судове. Садржи отровне гликозиде и алкалоиде. Данас фармацеутска индустрија производи велик број препарата на бази ђурђевка. Користи се цела биљка, цветови, лишће и корен. Ђурђевак је на многим местима проређен због превеликог искоришћивања. Ипак, захваљујући брзом вегетативном размножавању ретко долази до истребљења.
Дејство се огледа у појачаном излучивању мокраће, нарочито код срчаних болесника нервозног стања. За лечење срчаних нервоза комбинује се са тинктуром валеријане. Бере се цвет и лишће, лист дужине 2-3cm, а цвет дужине до 1cm. Свежа биљка је лековитија и постојанија и јаче делује.

## Лековито деловање
Лековити део биљке: Користи се цела биљка, цветови лишће и корен
У Немачкој се употребљава вода Хартман за парализу — (Aquaapoplectica Hartmani — за ту воду Хартман сакупљају се цветови после заласка сунца, суше се и кува се чај. У Енглеској се цветна вода ђурђевка зове «Златна вода» — (Aquaaurea), и дуго се времена употребљавала за лечење живаца, против главобоље и као средство превентивно код заразних болести и епидемија. Цвет се употребљава код водене болести, болести срца, епилепсије, апоплектичког удара (мождани удар — кап), а у народној медицини се употребљава у облику тинктуре у раствору алкохола или вотке и то цвет, као умирујуће средство и за смањивање болова и код упалних процеса.

## Хемија
Отприлике 38 различитих срчаних гликозида (карденолида) — који су веома токсични ако их конзумирају људи или животиње — налазе се у биљци, укључујући:
| - конваларин - конваламарин - конвалатоксин - конвалотоксолозид - конвалозид - неоконвалозид - глукоконвалозид - мајалозид - конвалатокон - коргликон - каногенол-3-О-α-L-рамнозид - каногенол-3-О-β-D-алометилозид - каногенол-3-О-6-дезокси-β-D-алозидо-β-D-глукозид, - каногенол-3-О-6-дезокси-β-D-алозидо-α-L-рамнозид, - строфантидин-3-О-6-дезокси-β-D-алозидо-α-L-рамнозид, - строфантидин-3-О-6-дезокси-β-D-алозидо-α-L-арабинозид, - строфантидин-3-О-α-Л-рамнозидо-2-β-D-глукозид, - сарментогенин-3-О-6-дезокси-β-D-алозидо-α-L-рамнозид - сарментогенин-3-О-6-дезокси-β-D-гулозид - 19-хидрокси-сарментогенин-3-О-α-L-рамнозид, - 19-хидрокси-сарментогенин - арабинозидо-6-дезоксиалоза - локундјозид |

Сматрало се да мирис долинског ђурђевка, посебно боургеонал, привлачи сперму сисара. Откриће овог феномена 2003. године подстакло је истраживање о пријему мириса, али је студија из 2012. показала да при високим боургеонал опонаша улогу прогестерона у стимулисању сперме да плива (хемотакса), што је процес који није повезан са пријемом мириса.

### Отровност
Ђурђевак садржи отровне гликозиде (конвалатоксин) и алкалоиде. Не смеју га брати труднице и деца, а после контакта са њим морају се добро опрати руке. Знаци тровања су: гађење, повраћање праћено јаким боловима, дијареја, несвестица, јака главобоља, зујање у ушима, поремећај вида, раширене зенице, снажно знојење и све успоренији рад срца. Смртна доза конвалатоксина за морско прасе износи 0.43 mg/kg.

## Напомена
- Чланак је великим делом преузет са сајта , са ове странице. Дозволу за коришћење материјала са овога сајта можете видети овде.